# Dakota del Sur
Dakota del Sur  (en inglés, South Dakota; en siux, Dakȟóta itókaga) es uno de los cincuenta estados que, junto con Washington D. C., forman los Estados Unidos de América. Su capital es Pierre y su ciudad más poblada Sioux Falls. El estado está ubicado en la región Medio Oeste del país, división Centro Noroeste, limitando al norte con Dakota del Norte, al este con Minesota, al sureste con el río Big Sioux, que lo separa de Iowa, al sur con Nebraska, al oeste con Montana y al suroeste con Wyoming. 
Con 814 180 habs. en 2010, es el quinto estado menos poblado del país —por delante de Alaska, Dakota del Norte, Vermont y el menos poblado, Wyoming— y, con 4,1 hab/km², el quinto menos densamente poblado, por delante de Dakota del Norte, Montana, Wyoming y del menos densamente poblado, Alaska. Fue admitido en la Unión el 2 de noviembre de 1889 como el estado número 40. 
Su nombre proviene de las tribus amerindias lakota y dakota (sioux). En su territorio se encuentra el Monte Rushmore (Colinas Negras), donde están esculpidos los bustos de cuatro Presidentes de los Estados Unidos. Este enorme conjunto escultórico es una de las atracciones turísticas más conocidas del mundo, y da al estado el sobrenombre de The Mount Rushmore State.
Su territorio está dividido por el río Misuri, que lo separa en dos mitades social y económicamente distintas conocidas por los residentes como "este del río" y "oeste del río". La agricultura ha sido históricamente su principal fuente de riqueza. Es uno de los estados líderes de la Unión en la producción de trigo. Posee también una de las mayores cabañas de ganado bovino del país. Dominado por una economía basada en el sector primario, ha procurado diversificarse para atraer y mantener a sus residentes. Sigue siendo, sin embargo, mayoritariamente rural.
La región que forma actualmente Dakota del Sur fue una de las últimas zonas de Estados Unidos continental en ser explorada y asentada por los estadounidenses. En 1858, el gobierno federal crearía el Territorio de Dakota, que incluyó las actuales Dakotas del Norte y del Sur, hasta entonces parte del de Minesota. Estuvo escasamente poblado hasta el siglo XIX, cuando lo atravesaron las primeras líneas ferroviarias y ello incentivó la agricultura. Inicialmente, solo algunos pocos latifundistas dominaban la economía del territorio. Sin embargo, el éxito de estos latifundistas y los ferrocarriles atrajeron a miles de personas a la región. El 2 de noviembre de 1889, el Territorio de Dakota fue dividido en las actuales Dakota del Norte y Dakota del Sur, y ambas fueron elevadas a la categoría de estados, incorporándose a la Unión.

## Historia

### Hasta 1889
Cuando los primeros exploradores europeos llegaron a la región encontraron a los arikara, un pueblo sedentario que vivía principalmente de la agricultura, y a los cheyennes, que eran nómadas que vivían principalmente de la caza. Las relaciones entre estas tribus eran amigables. Durante el siglo XVIII, ya después de la llegada de los primeros exploradores europeos, se instalaron en la región los lakota, del grupo siux. Estos no fueron bien recibidos por los arikara, y se enfrentaron con frecuencia durante los siglos XVIII y XIX.
Los primeros exploradores europeos de la zona fueron los hermanos François y Louis-Joseph Gaultier de la Vérendrye, en 1743. Estos enterraron una inscripción en plomo, con sus nombres, en donde actualmente se localiza Fort Pierre. Esta fue descubierta por casualidad por unos niños en una escuela en la ciudad, en 1913. Desde entonces, esta placa forma parte del acervo histórico del Museo Histórico Estatal de Dakota del Sur.
Sin embargo, varias décadas antes de la llegada de los Vérendrye, el francés René Robert Cavelier reivindicó toda la cuenca hidrográfica del río Misisipi-Misuri, que incluye toda la actual Dakota del Sur, y que formaba parte de la división administrativa de la colonia francesa de Luisiana. Tras la partida de los Vérendrye en 1743, habría pocos europeos en la región. Solo en 1785 el primer colono de ascendencia europea (Pierre Dorion, un comerciante y cazador franco-canadiense) se estableció permanentemente.
En 1763, como parte del Tratado de París, Francia cedió todos sus territorios al oeste del río Misisipi a España, la mitad occidental del territorio conocido como Luisiana. Así, gran parte de la actual Dakota del Norte pasó a control español. En 1800, los españoles cedieron estos territorios a Francia. Esta vendió toda Luisiana a los Estados Unidos en 1803. 
El presidente Thomas Jefferson le encomendó a Meriwether Lewis y William Clark la misión de explorar la región. Estos comenzaron a hacerlo en agosto de 1804. Acamparon cerca de la actual Elk Point y establecieron relaciones amigables con las tribus nativoamericanas de la región. En septiembre, partieron rumbo al nordeste hacia la actual Dakota del Norte. Retornarían una vez más en 1806, en el viaje de vuelta para la costa este estadounidense.
Lewis y Clark la describieron como una región llena de animales cuya piel era codiciada por los comerciantes (como el bisonte) lo que atrajo a muchos cazadores y comerciantes a la región. El primer puesto comercial fue fundado en 1817. Este puesto comercial se convertiría posteriormente en la actual ciudad de Fort Pierre. Sin embargo, el creciente aumento de población europea hizo que las tribus de nativos americanos pasaran a temer cada vez más por la pérdida de sus tierras. Surgieron entonces tensiones entre amerindios y estadounidenses de ascendencia europea. En 1823, los arikara atacaron una comunidad estadounidense, masacrando a sus habitantes. En respuesta, el gobierno estadounidense envió tropas. Los sioux, enemigos de los arikara, se aliaron con las tropas estadounidenses. Los arikara fueron derrotados el mismo año y confinados en reservas.
La actual Dakota del Sur, inicialmente parte del Territorio de Luisiana, fue incorporada al Territorio del Misuri en 1812. En 1834, la porción occidental sería cedida al Territorio de Míchigan, porción que pertenecería posteriormente a los territorios de Wisconsin, Iowa y Minesota.
Se desarrolló rápidamente durante la década de 1830, cuando se descubrió que los buques a vapor eran capaces de circular por la región del río Misisipi que corta su territorio, incentivando la caza y el comercio de pieles en la región. La caza fue la principal fuente de renta hasta la década de 1850. A partir de 1857, grandes consorcios compraron importantes cantidades de tierras. Estas compañías dividieron sus tierras en pequeños lotes que eran alquilados a los granjeros dispuestos a cultivar en la región. Estas mismas compañías fundaron también diversas ciudades en la zona, como Bon Homme, Vermillion y Yankton. En 1858, los sioux acordaron ceder sus tierras en el suroeste. Los consorcios y la salida de los sioux del suroeste de la región atraerían a muchas personas durante el final de la década.
En 1861, el gobierno estadounidense creó el Territorio de Dakota (parte septentrional de la Compra de Luisiana). Este territorio incorporaba lo que actualmente forma las Dakotas, así como partes de los actuales Montana y de Wyoming. En 1863, partes del Territorio de Dakota fueron cedidas para los territorios de Montana y Wyoming, quedando solamente el territorio formado actualmente por ambas Dakota. El Decreto Homestead suministraba lotes de tierra sin coste para familias que estuvieran dispuestas a asentarse la región, en un esfuerzo para incentivar el poblamiento de la región, todavía poco poblada.
Diversos conflictos entre estadounidenses de ascendencia europea y los nativos americanos sioux ocurrieron durante la década de 1860. Uno de estos conflictos fue la Guerra de Red Cloud, ocurrida entre 1866 y 1868. Los sioux estaban en contra de la construcción de carreteras y de la presencia de estadounidenses blancos dentro del actual centro-oeste, creyendo que tales carreteras iban a interferir con su estilo de vida. La guerra fue marcada por diversos ataques sorpresa contra ciudadelas y tropas estadounidenses. Los ataques de los sioux tuvieron su fin en 1868, cuando el gobierno federal acordó, a través del Tratado de Laramie, no construir carreteras e impedir el poblamiento de la región centro-oeste, a oeste del río Misuri, haciendo de la región una gigantesca reserva nativoamericana, el Great Sioux Reservation.
El gobierno federal violó los términos del Tratado de Laramie en 1874, cuando envió tropas lideradas por el general Custer dentro de los límites de la reserva nativoamericana sioux, rumbo a las Colinas Negras, en búsqueda de oro. Grandes reservas de oro fueron encontrados dentro de los límites de la reserva indígena entre 1876 y 1877, causando una "fiebre del oro", que atrajo miles de personas venidas de otros estados estadounidenses e inmigrantes a la región. En 1872, se inauguró la primera línea ferroviaria que conectaba el estado con el resto del país, propiciando la salida del oro extraído en la región e incentivando el asentamiento de la población y el cultivo de tierras en regiones aisladas. Se convirtió en una gran productora de trigo y de maíz. La industria agropecuaria superaría a la minera como principal fuente de renta de la región durante la década de 1880.
La violación del Tratado de Laramie llevó a una de las grandes rebeliones por parte de los sioux, liderados por Caballo Loco y Toro Sentado. Los nativos americanos realizaron diversos ataques contra asentamientos blancos, pero fueron definitivamente derrotados en 1877 y confinados definitivamente en pequeñas reservas.

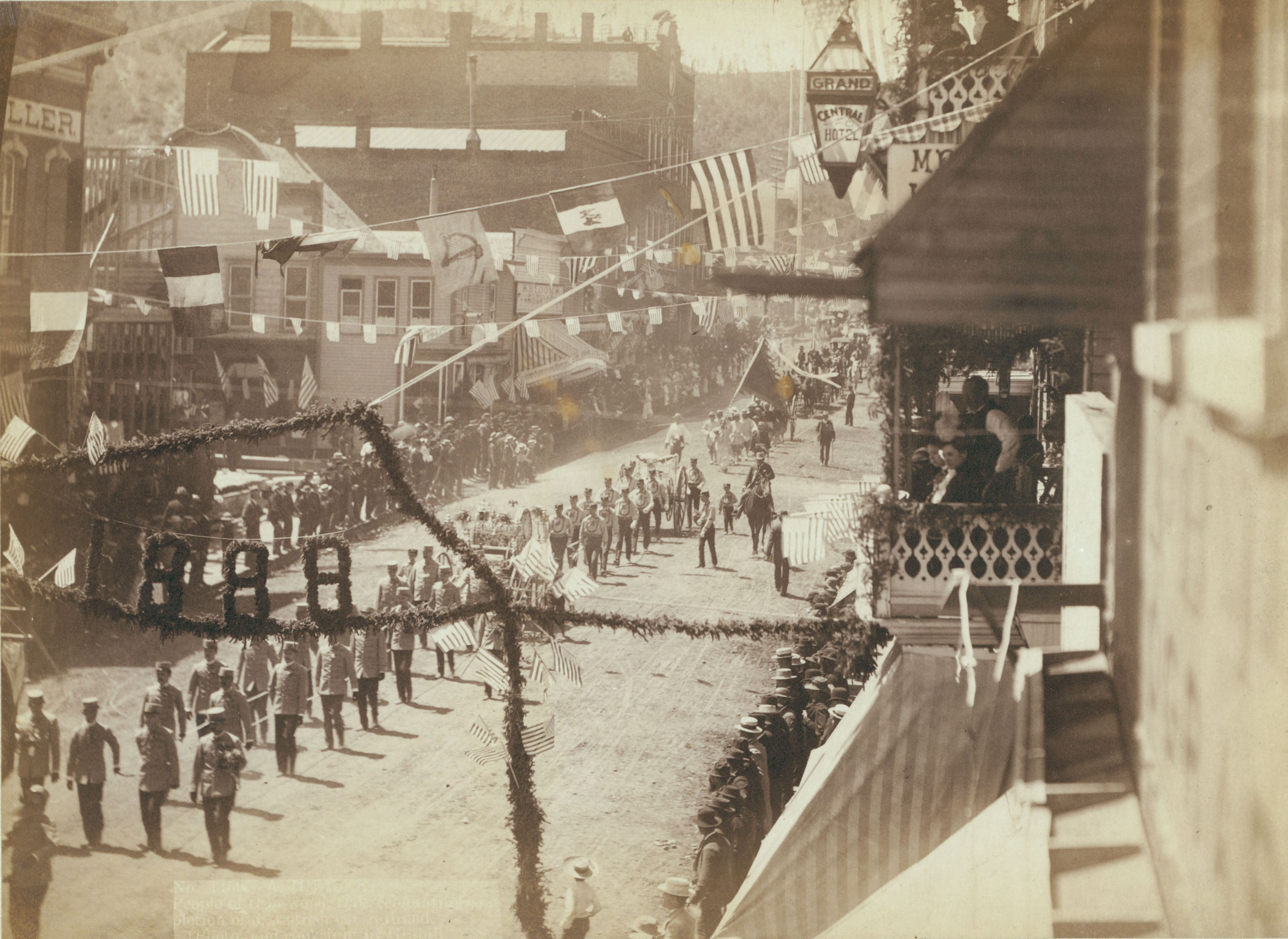
Deadwood, en 1888.

Gracias a la extracción del oro y de la agricultura y la ganadería, la población de todo el Territorio de Dakota (incluyendo la región de la actual Dakota del Sur) pasó a crecer rápidamente. Sin embargo, los ferrocarriles que habían propiciado la ascensión de las industrias del trigo y de la minería, así como el poblamiento de la región, pasaron a causar tensiones de tipo fronterizo entre la región norte y sur del Territorio de Dakota. Estas vías ferroviarias (que eran transcontinentales, uniendo la costa este estadounidense con la costa oeste) cruzaban el Territorio de Dakota en un sentido este-oeste. No existían vías conectando el norte del territorio con el sur, y el transporte entre ambas regiones era difícil. El rápido crecimiento poblacional del Territorio de Dakota hizo que el gobierno del territorio y sus habitantes comenzaran a presionar al gobierno estadounidense a hacer que el territorio fuera elevado a la categoría de estado. Sin embargo, a causa de las tensiones divisorias, rápidamente los habitantes del norte y del sur del Territorio de Dakota exigieran que cada región tuviera su propio gobierno.
En febrero de 1889, el Congreso estadounidense dividió el Territorio de Dakota en dos. Ambos territorios adquirieron entonces sus actuales fronteras políticas. La rivalidad entre ambas Dakotas era tal que, después de la aprobación del Congreso, ambas Dakotas exigieron ser las primeras en convertirse en estado, por ello, el Presidente estadounidense Benjamin Harrison (después de la ratificación de la Constitución estadounidense por ambas Dakotas) ordenó al secretario de Estado James Blaine que mezclara ambos documentos, impidiendo así ver cual de los dos se elevaba oficialmente en primer lugar, y el presidente Harrison siempre se negó a decir cual había firmado primero, por lo cual nunca se supo quién se convirtió primero en un estado de la Unión. Así, el 2 de noviembre de 1889, Dakota del Sur se convirtió en el 39° estado estadounidense, juntamente con Dakota del Norte. Sin embargo la proclamación de Dakota del Norte fue publicada primero en el Statutes at Large (por el simple hecho de ser el primero en orden alfabético) y a menudo aparece así en muchos documentos.

### 1889 — Actualidad
El mismo año en que se convirtió en un estado, un movimiento nativo americano tuvo inicio en las reservas indígenas sioux del estado. Este movimiento pedía el retorno de las antiguas tradiciones y estilos de vida entre la población sioux. Estos habían sido forzados a abandonar muchas de estas tradiciones y estilos de vida al ser confinados en pequeñas reservas, haciéndose sedentarios. El nombre de este movimiento era Ghost Baile. Este movimiento fue considerado una amenaza por el gobierno estadounidense. Su líder, Toro Sentado, fue asesinado por los policías indios enviados para prenderlo. Muchos de los seguidores de Toro Sentado se armaron y se unieron bajo el liderazgo de Si Tanka - Big Foot. En 1890 efectivos del 7.º Regimiento de Caballería fueron enviados para desarmar a los sioux lakota y minneconjou. Sin embargo, los soldados estadounidenses acabaron matando -según fuentes- entre 150 a 300 indígenas, entre ellos mujeres, niños y ancianos en la Masacre de Wounded Knee y en donde también murieron entre 25 - 40 soldados del 7.º Regimiento. Este enfrentamiento fue la última tentativa de resistencia nativo americana contra la ocupación del interior de los Estados Unidos por parte de los estadounidenses de ascendencia europea.
Las primeras décadas como estado estuvieron marcadas por la inestabilidad de la economía y del crecimiento de la población del estado. La población había crecido rápidamente, durante la época en que la región formaba parte del Territorio de Dakota. Sin embargo, un periodo de sequía prolongada se inició en 1889, y duró hasta 1897. La agricultura y ganadería entraron en un periodo de gran recesión, y el crecimiento de la población del estado quedó estancado. El fin del periodo de sequía en 1897 y el aumento de los precios del trigo y del maíz, así como el establecimiento de nuevas tierras libres para el cultivo (a costa de los nativos americanos, segregándoles en las reservas) inició un nuevo periodo de gran aumento poblacional y de prosperidad económica en el estado, que perdurará hasta 1911, cuando comenzó un nuevo periodo de sequía. El fin de este periodo, y en 1914, con la Primera Guerra Mundial, hicieron que el estado volviera a prosperar económicamente.

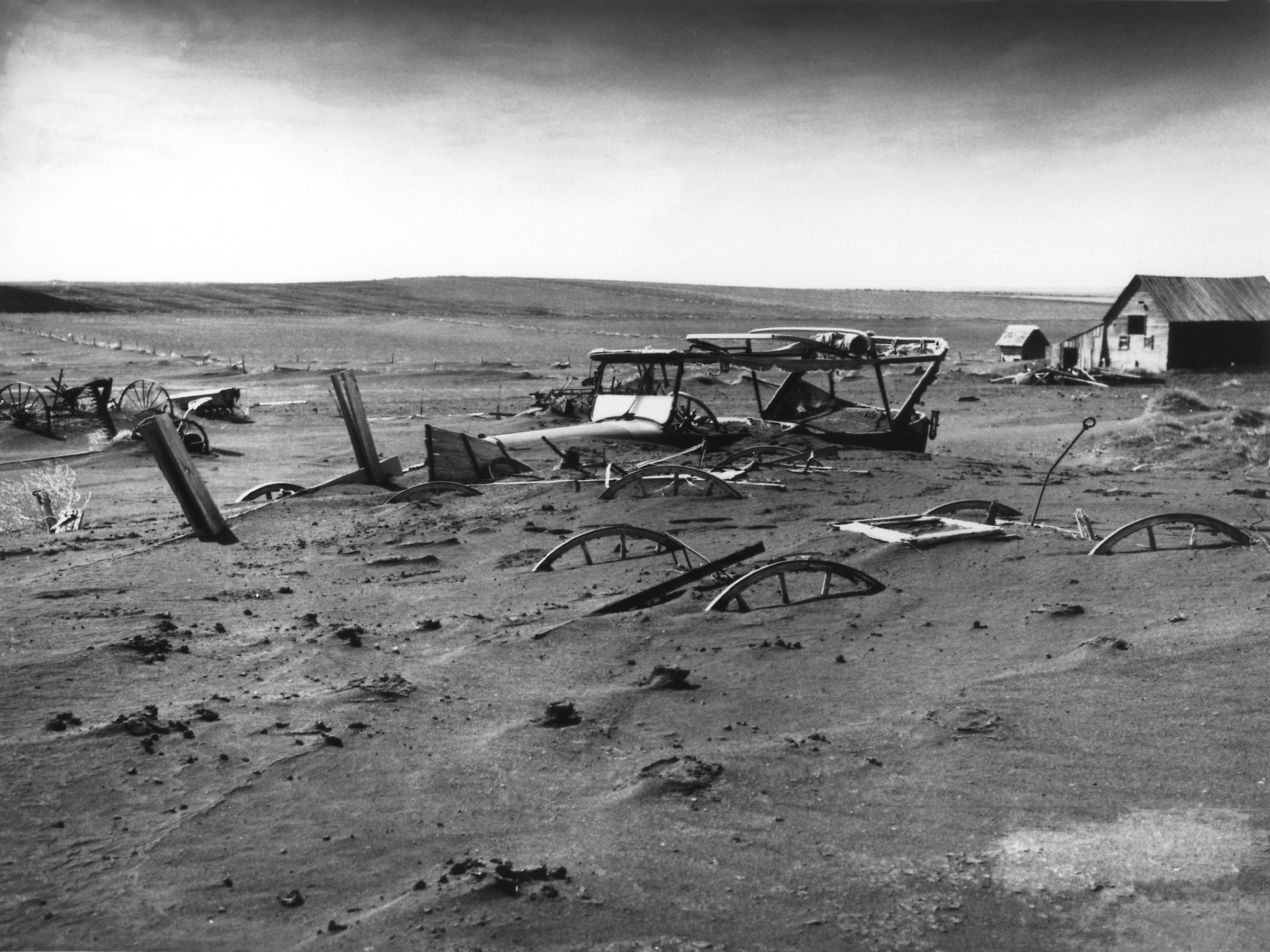
Una granja de Dakota del Sur durante la catastrófica sequía conocida como Dust Bowl (1936).

El mayor periodo de recesión económica de su historia comenzó a mediados de la década de 1920, cuando la disminución de los precios del trigo y del maíz en el mercado doméstico e internacional causaron gran endeudamiento entre los granjeros. Muchos de estos, incapaces de pagar sus deudas, se vieron forzados a ceder sus propiedades a los bancos y trasladarse para otras regiones. Esto causó la suspensión de pagos de incontables establecimientos bancarios en el estado. Esta recesión fue agravada con el inicio de la Gran Depresión, en 1929, y que se extendería hasta el inicio de la década de 1940. 
Para colmo, el periodo más prolongado de sequía de su historia se abatió sobre el estado (de 1930 hasta 1940) además de grandes tempestades de arena y enjambres de langosta, que causaron la destrucción de la industria agraria gran miseria y pobreza, lo que hizo que muchos se fueran a otros estados en busca de trabajo, disminuyendo drásticamente la población del estado, que pasó de 692.849 habitantes en 1930, a 642.961 en 1940. Diversos programas de asistencia socioeconómica y construcciones públicas por parte de los gobiernos de local y federal, fueron puestos en marcha en una tentativa de minimizar los efectos de la recesión.

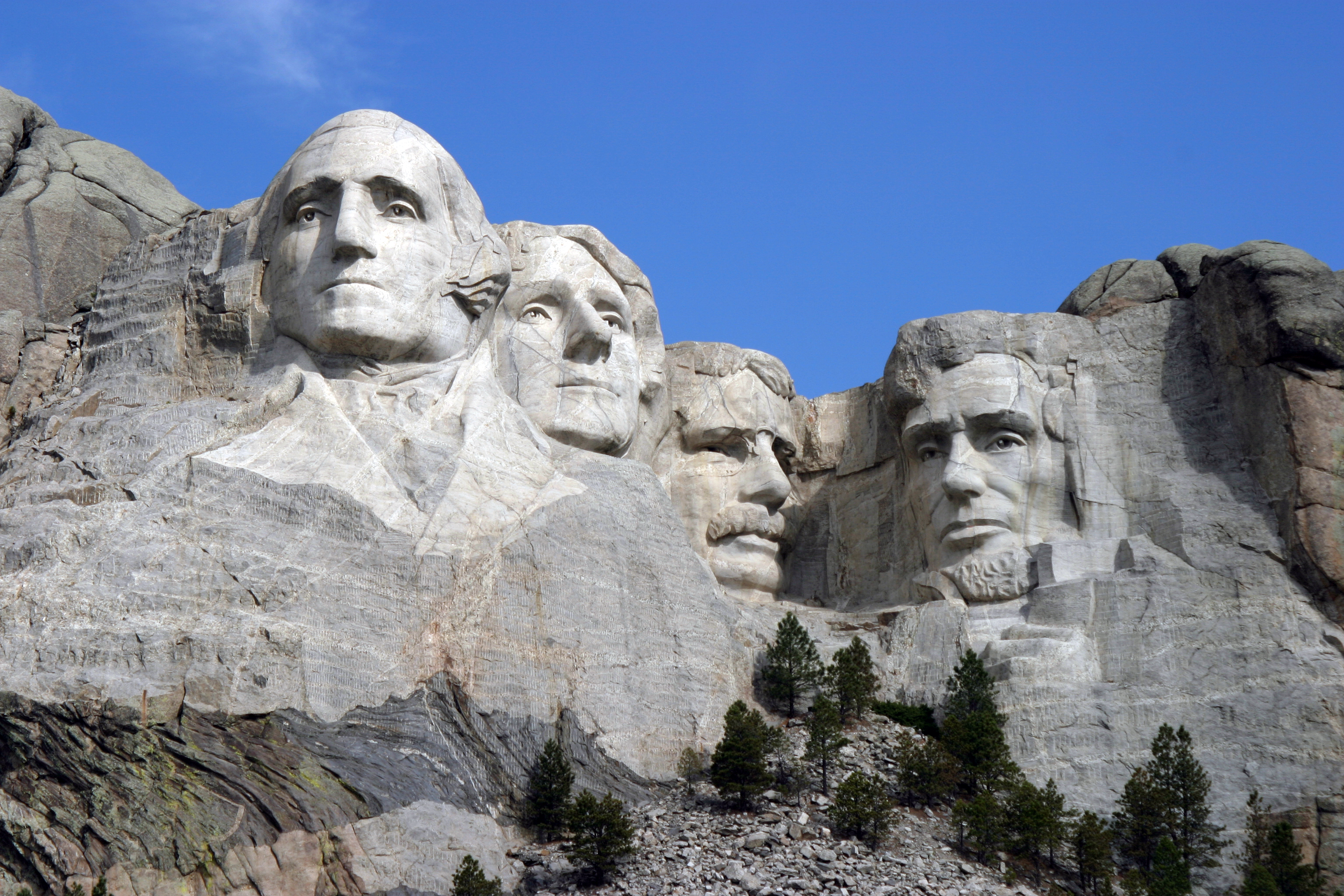
El Monte Rushmore es uno de los destinos turísticos más importantes del mundo, que atrae a millones de personas cada año. La construcción de esta gigantesca escultura se inició en 1927, y fue inaugurada en 1941.

Entre 1927 y 1941, el escultor Gutzon Borglum y 400 trabajadores esculpieron en el Monte Rushmore, en las Colinas Negras, los bustos de cuatro Presidentes de los Estados Unidos: George Washington, Thomas Jefferson, Theodore Roosevelt y Abraham Lincoln. La inauguración de esta gigantesca escultura, próxima a la ciudad de Keystone, sirvió como un marco para la historia de los Estados Unidos, y convirtió a Dakota del Sur en un gran foco turístico.
La recesión de la década de 1930 tuvo fin en 1941, con la entrada de Estados Unidos en la Segunda Guerra Mundial, del periodo de sequía y del caída de los precios de productos agropecuarios en general. Dakota del Sur volvió a prosperar económicamente, pasando a vender grandes cantidades de productos agrícolas y ganaderos al gobierno. El gobierno local también adoptó programas incentivando el turismo y la industria secundaria, buscando disminuir la dependencia del estado en relación con la industria agropecuaria, así como el éxodo poblacional (especialmente de jóvenes) hacia otros estados estadounidenses. Sin embargo, la diversificación económica fue lenta y gradual. Entre 1944 y 1966, cuatro grandes centrales hidroeléctricas fueron construidas en el estado. La importancia del turismo en la economía se haría cada vez mayor a partir de la década de 1960. Una recesión en la industria agropecuaria del estado causaría una disminución demográfica en la década de 1960, aunque desde 1970, la población del estado ha experimentado un crecimiento constante, y el problema del éxodo de población disminuyó.
En 1972, grandes crecidas destruyeron la presa de Rapid City Canyon Lake. Las aguas liberadas por la rotura de la presa acabaron matando a 238 personas en Rapid City. En 1973, la ciudad de Wounded Knee sería invadida y ocupada por cerca de 200 nativos americanos armados. Los nativos exigieron que el gobierno del estado prestase mayor atención a los problemas a los que se enfrentaban las tribus nativo americanas del estado. La villa fue ocupada durante 71 días, sucediéndose diversos tiroteos entre los nativos y las tropas militares, y dos de los protestantes nativo americanos murieron. En 1980, la Corte Suprema de Estados Unidos ordenó que el gobierno pagara 105 millones de dólares a los sioux de Dakota del Sur, como indemnización de la tierra confiscada por el gobierno en la década de 1870. Los sioux la rechazaron, y hasta la actualidad siguen solicitando el retorno de sus tierras.
Durante la década de 1980, Dakota del Sur buscó convertirse en un centro financiero, suministrando beneficios fiscales a bancos que estuvieran interesados en instalar sus sedes corporativas en el estado. Sin embargo, Delaware otorgó mejores beneficios fiscales, y la mayor parte de los bancos que pretendían instalarse en el estado se cambiaron para Delaware. Aun así, diversos bancos (principalmente de pequeño o mediano tamaño) se instalaron en el estado, haciendo de la prestación del servicios financieros la principal fuente de renta del estado desde entonces. La industria de manufactura se desarrolló drásticamente durante la década de 1990, iniciando un periodo de relativo gran crecimiento poblacional, que perdura hasta la actualidad.

## Geografía física

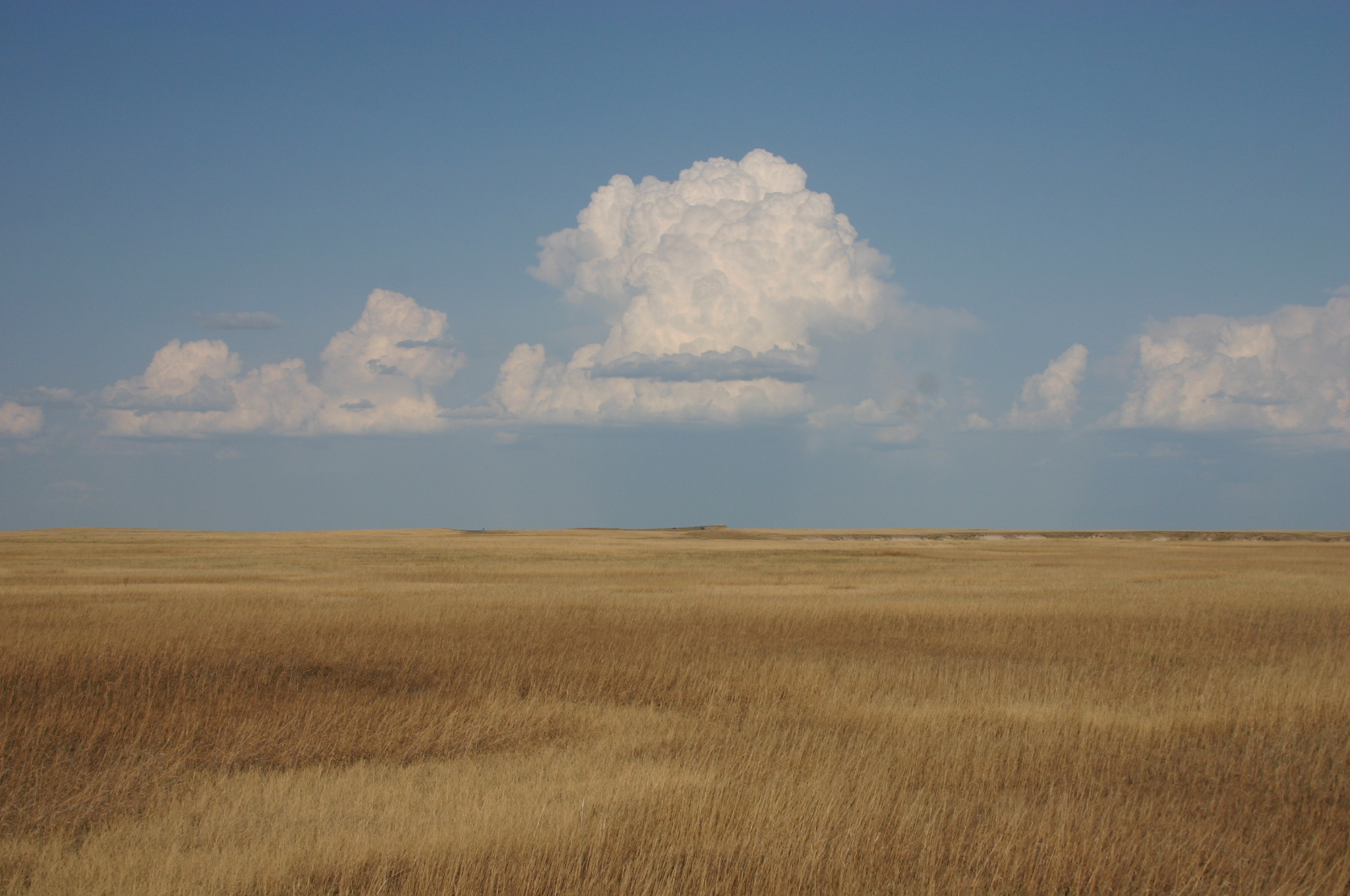
Como en el Badlands National Park, las praderas cubren gran parte del estado

Limita al norte con Dakota del Norte, al este con Minesota e Iowa, al sur con Nebraska y al oeste con Wyoming y Montana.
El río más importante es el Misuri. El Misuri y sus afluentes bañan prácticamente todo el estado, con excepción de la región nordeste. El mayor lago del estado, el Lago Oahe, es artificial, formado por la Presa Oahe. Los bosques cubren aproximadamente el 4 % del territorio.
El estado se puede dividir en cuatro regiones geográficas distintas:
- Las Llanuras Dissected Till ocupan el sudeste. Se caracterizan por la presencia de grandes cantidades de sedimentos glaciales, dejados por antiguos glaciares. Se caracteriza también por su terreno relativamente plano y por su terreno muy fértil. El suelo de la región se erosiona fácilmente, haciendo que los ríos de la región excaven valles muy profundos.
- La Drift Praire ocupa la mayor parte de la región oriental. Se caracteriza por su terreno cubierto por pequeños montes achatados, por su suelo fértil y por sus pequeños lagos glaciales, que atraen a miles de patos salvajes cada año.
- Las Grandes Llanuras cubren la mayor parte de Dakota del Sur, cubriendo toda la región central, la mayor parte de la región occidental y buena parte de la región oriental del estado. Se caracteriza por su terreno relativamente poco accidentado, marcado por la continua presencia de montes poco elevados, por su baja altitud, y por su suelo fértil (aunque menos que el de Drift Praire. Tierras baldías (regiones cuyo suelo fue extensivamente erosionado) son comunes en las Grandes Llanuras de Dakota del Sur.
- Colinas Negras (la menor de las cuatro regiones geográficas) cubre el centro-oeste, localizado entre el río Belle Fourche y el río Cheyenne, es un pequeño enclave de las Grandes Llanuras. Las Colinas Negras se caracterizan por ser una región montañosa, con una altitud entre 600 y 1200 metros. La región posee un terreno accidentado, con diversos valles profundos y formaciones rocosas, y es rica en minerales como el oro, la plata, el cobre y el plomo. Estos accidentes geográficos hacen de las Colinas Negras la principal atracción turística del estado. En una de estas formaciones rocosas se encuentra el Monte Rushmore. En las Colinas Negras también se encuentra el punto más alto del estado, el Harney's Peak, con 2.207 metros de altitud.

### Mapas

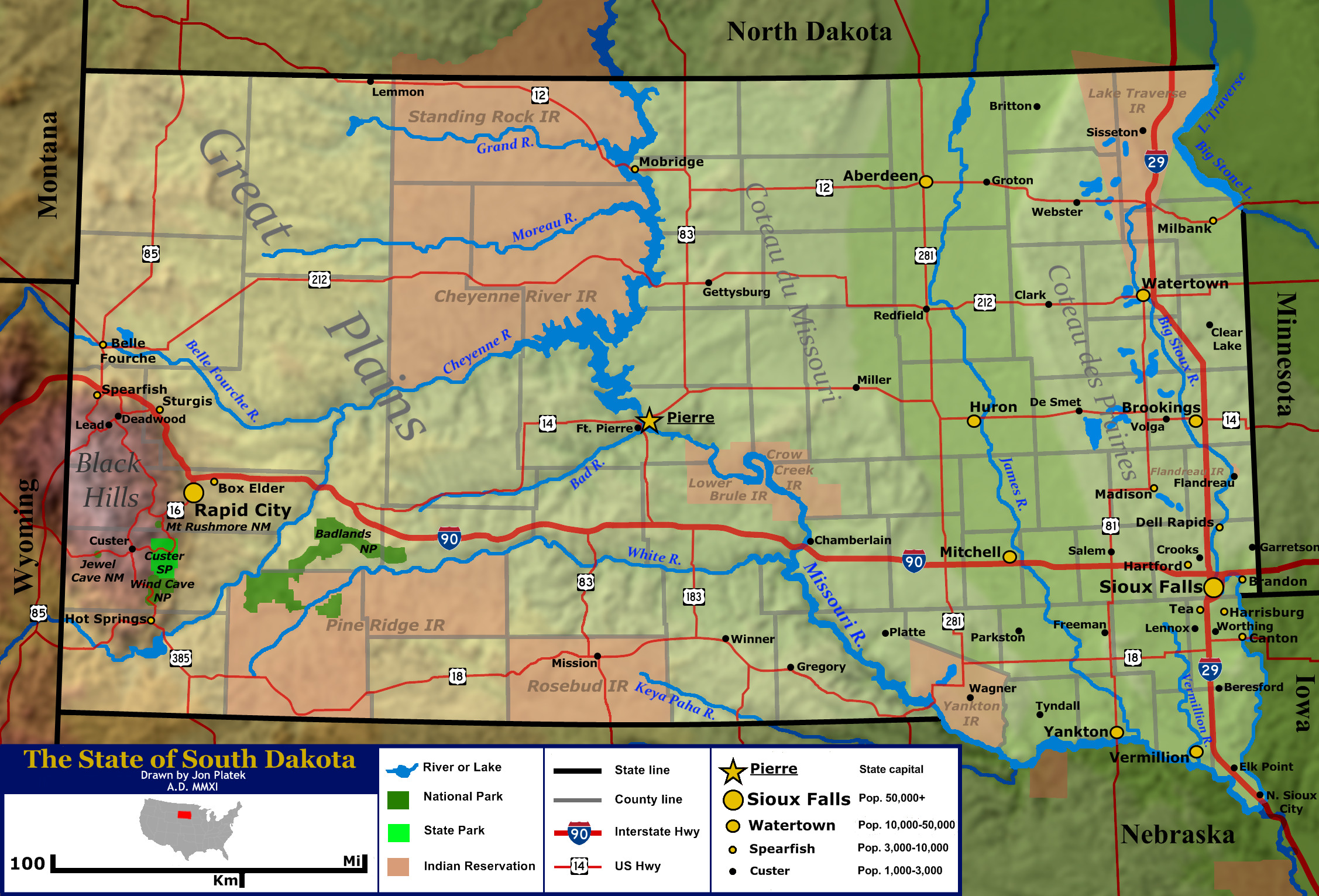
Mapa topográfico de Dakota del Sur
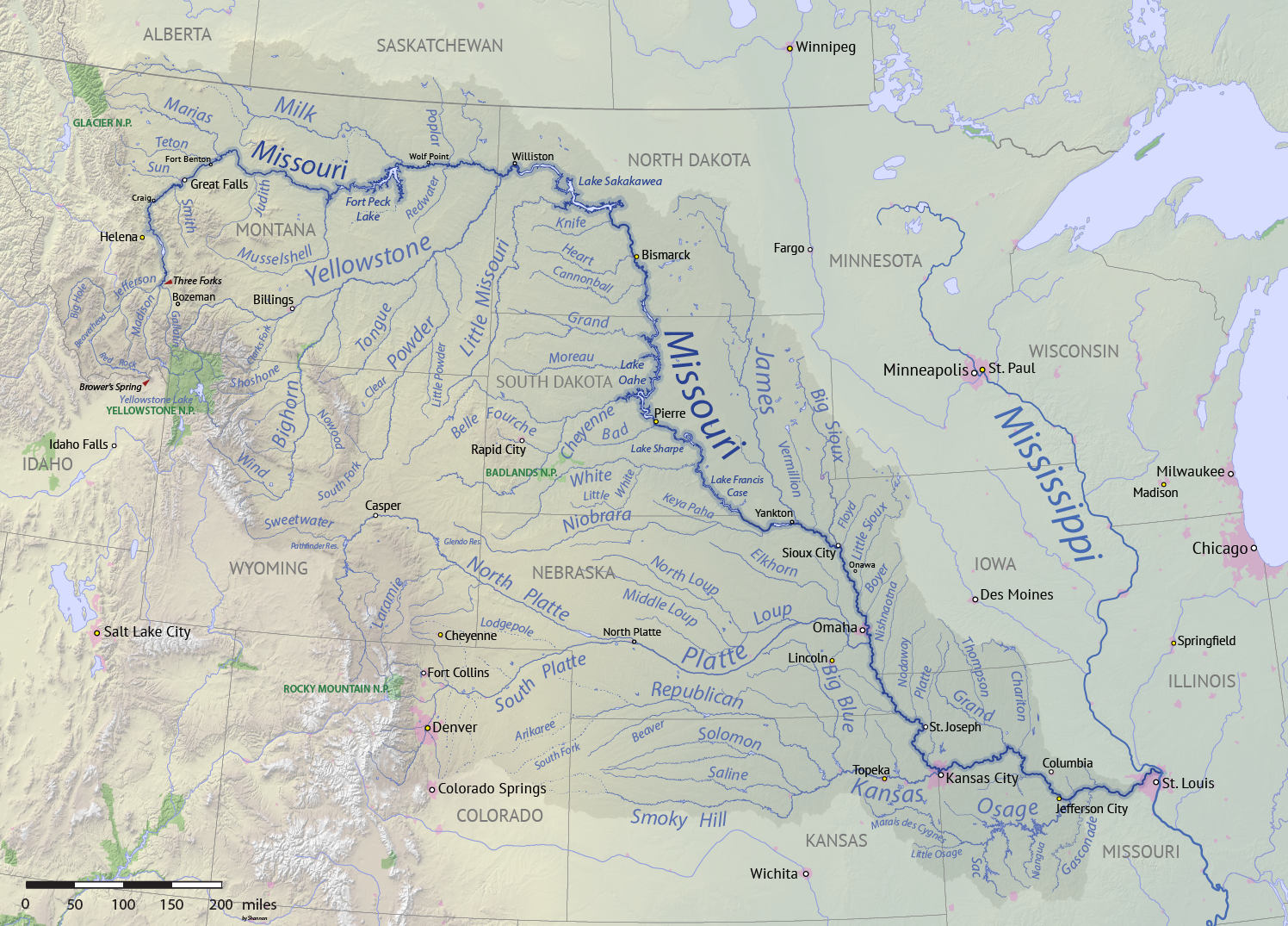
El Misuri divide el estado en dos mitades y forma parte de su límite con Nebraska, hacia el SE
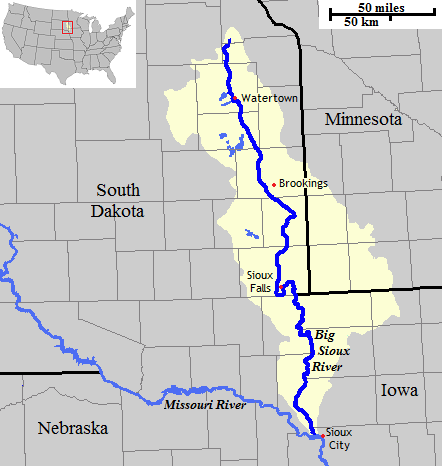
El río Big Sioux forma la parte sur de su frontera este, con Iowa
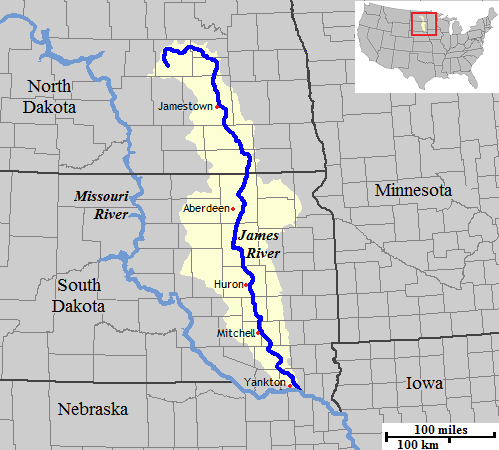
El río James fluye hacia el sur por la mitad este del estado, hasta desaguar en el Misuri
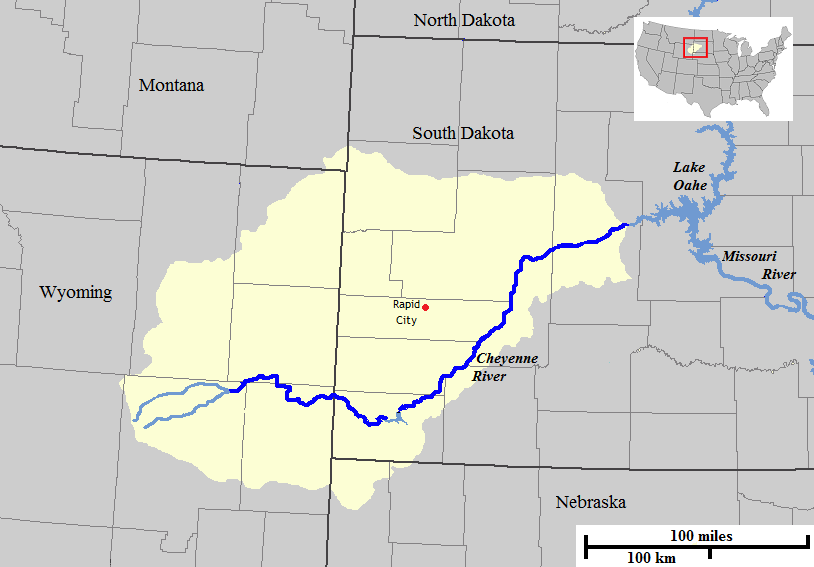
El río Cheyenne fluye en dirección noreste hasta desaguar en el Misuri
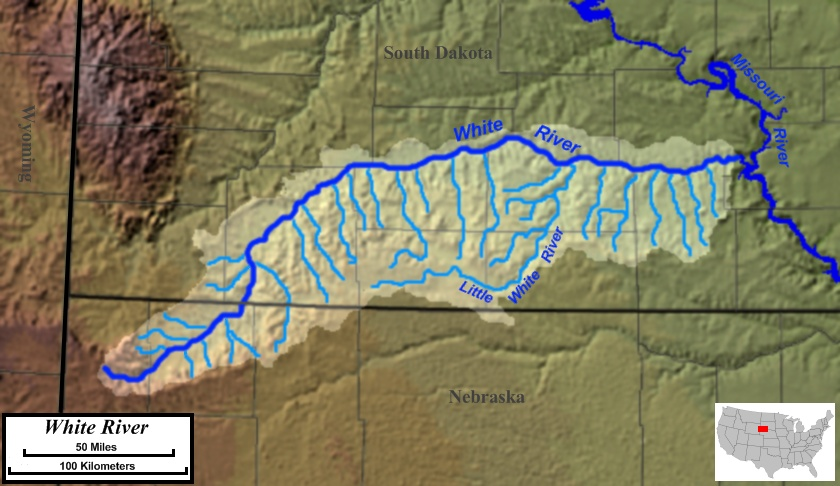
El río White fluye en dirección oeste al sur del anterior

### Ecología

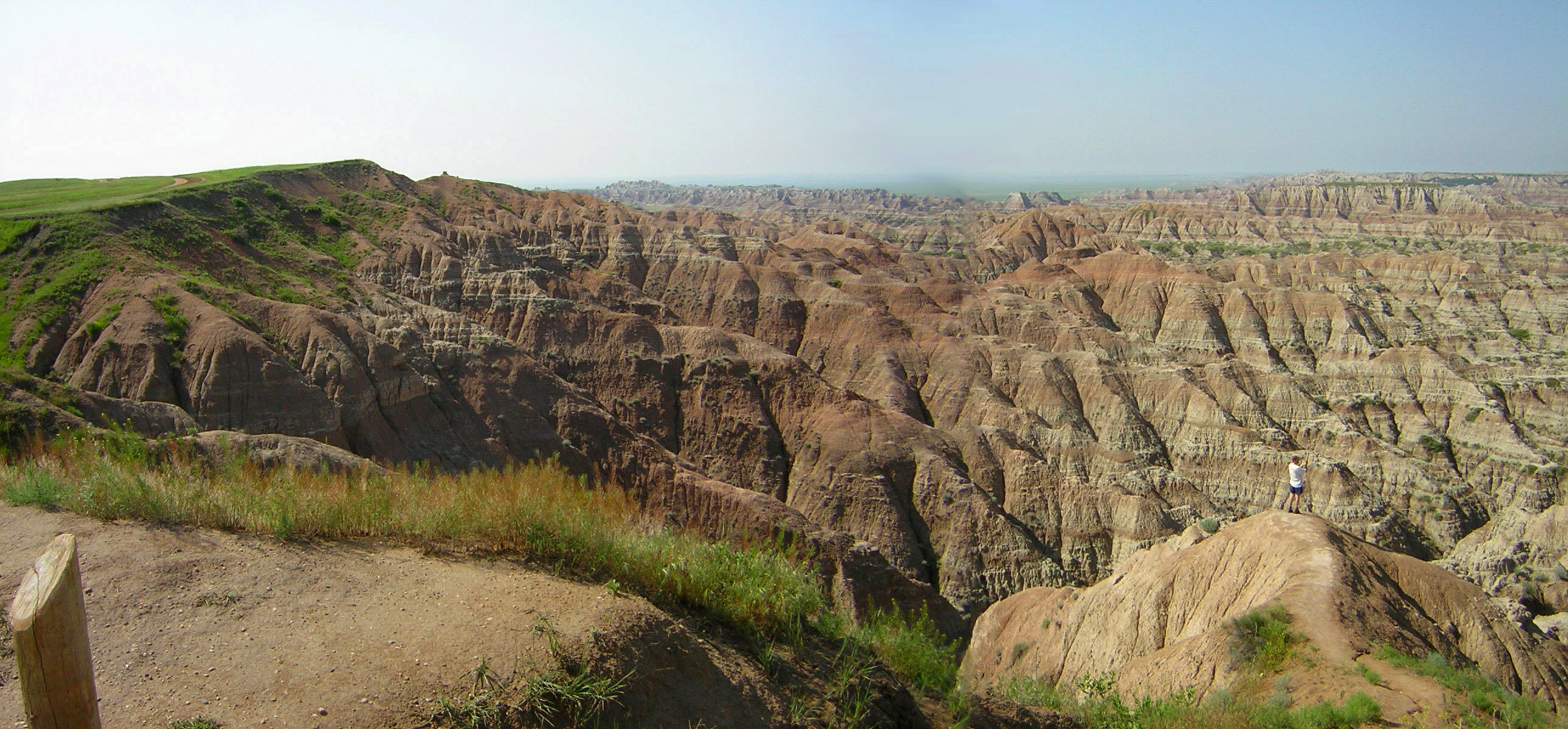
Parque nacional Badlands

Gran parte de su territorio, sin incluir a las Colinas Negras, está dominado por pastizales templados. Los mamíferos en esta área incluyen bisontes, ciervos, antílopes, coyotes y perros de las praderas. Debido a su altitud y precipitación, la ecología de las Colinas Negras difiere significativamente de las llanuras. Las montañas están densamente cubierto por diversos tipos de pinos, en su mayoría de la ponderosa y variedades de piceas.

### Clima
Debido a su terreno poco accidentado y distante de grandes masas de agua, posee grandes variaciones de temperatura y un clima inestable, aunque no tanto como su vecina Dakota del Norte. Tiene un clima continental con cuatro estaciones diferenciadas que van desde los fríos y secos inviernos a veranos cálidos y semihúmedos. Durante el verano, la temperatura media de las máximas a lo largo del estado a menudo está en torno a los 32 °C, aunque baja hasta los 16 °C por la noche. No es inusual que se den largos períodos de calor y sequía severa durante el verano, con temperaturas por encima de los 38 °C varias veces al año. Los inviernos son fríos, con temperaturas medias máximas en enero por debajo de los 0 °C y temperaturas medias mínimas por debajo de −12 °C) en la mayor parte del estado. La temperatura más baja registrada en el estado fue de -50 °C, en McIntosh, el 17 de febrero de 1936, y la más alta fue de 49 °C, en Usta, el 15 de julio de 2006.
La precipitación media anual de lluvia va desde condiciones semiáridas en la parte noroeste del estado (alrededor de 380 mm) a semihúmedas en la región sureste del estado (alrededor 640 mm), aunque una pequeña área centrada en Lead, en las Colinas Negras, tiene una precipitación media de 760 mm al año.
En verano se dan tormentas eléctricas frecuentes, a veces graves, con fuertes vientos, truenos y granizo. La parte oriental del estado se considera a menudo parte del llamado Tornado Alley, y el estado experimenta un promedio de 30 tornados cada año. Un clima severo en forma de ventiscas y tormentas de hielo se da a menudo durante el invierno.
| Temperaturas mensuales máximas y mínimas habituales en varias ciudades del estado (°C) |        |        |      |      |      |       |       |       |      |      |      |        |
| Ciudad                                                                                 | Ene    | Feb    | Mar  | Abr  | May  | Jun   | Jul   | Ago   | Sep  | Oct  | Nov  | Dic    |
| Aberdeen                                                                               | −6/−17 | −2/−13 | 4/−6 | 14/1 | 21/8 | 26/13 | 29/16 | 29/14 | 23/8 | 15/1 | 4/−7 | −3/−14 |
| Rapid City                                                                             | 1/−12  | 4/−9   | 8/−5 | 13/0 | 19/6 | 25/11 | 30/14 | 30/14 | 24/8 | 17/2 | 7/−6 | 2/−11  |
| Sioux Falls                                                                            | −4/−16 | 0/−12  | 7/−6 | 15/0 | 22/7 | 27/12 | 30/16 | 28/14 | 23/9 | 16/2 | 6/-6 | −2/−13 |
| [ 15 ]                                                                                 |        |        |      |      |      |       |       |       |      |      |      |        |

## Administración y política

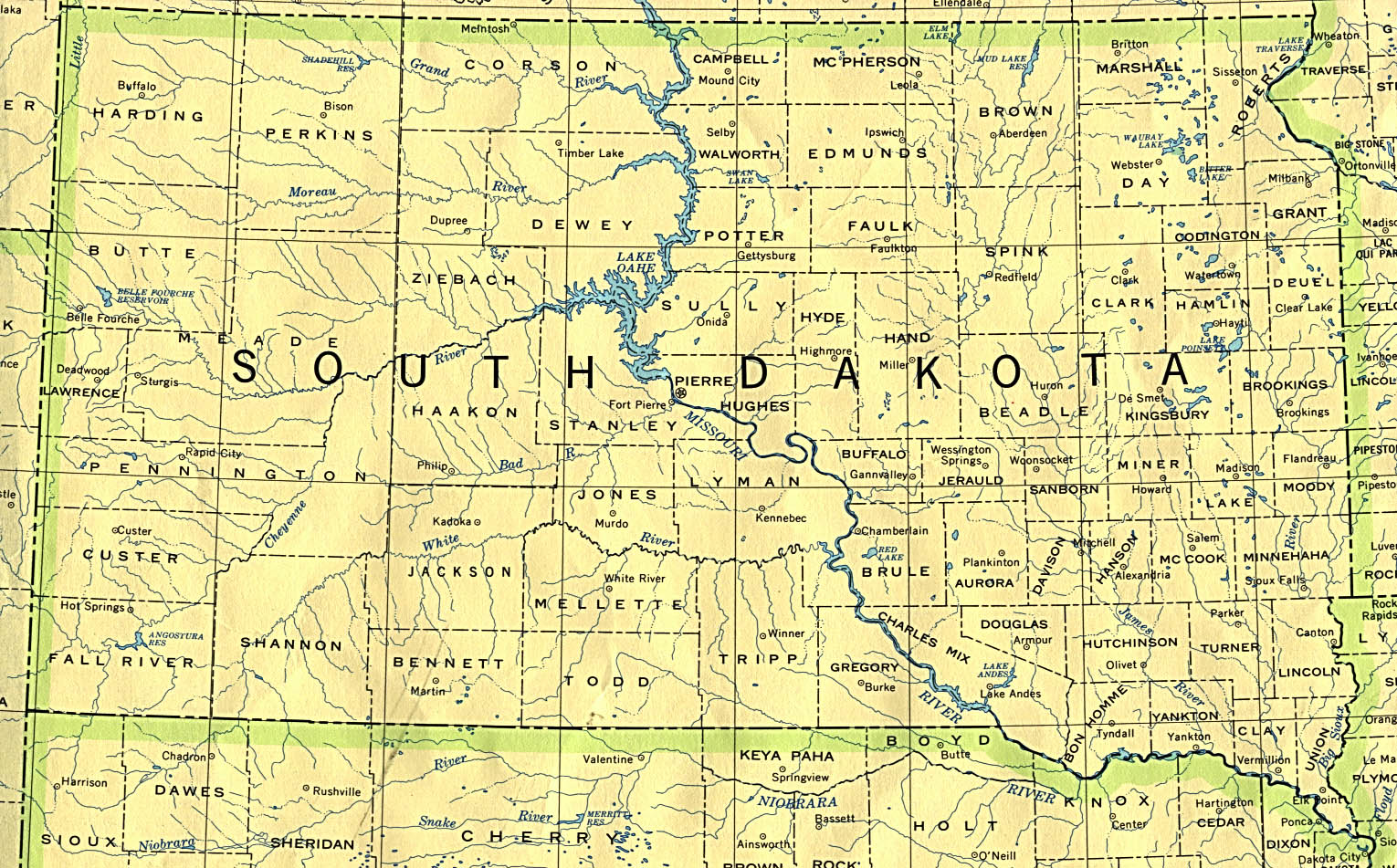
Mapa de Dakota del Sur.

La actual Constitución de Dakota del Sur fue adoptada en 1889. Las Enmiendas a la Constitución son propuestas por el Poder Legislativo, y para ser aprobadas, necesitan los votos favorables de al menos el 51 % del Senado y de la Cámara de los Representantes del estado, y por el 51 % o más de la población electoral en un referéndum. La población del estado también puede proponer enmiendas a la Constitución estatal a través de un proceso conocido como iniciativa y referéndum, una petición firmada por al menos el 4 % de la población del estado. Si se alcanza este 4 %, se llevaría a cabo un referéndum, donde, para ser aprobada, necesita tener al menos el 51 % de los votos a favor. Fue el primer estado estadounidense en implementar el proceso de iniciativa y referéndum. Un tercer método para realizar enmiendas a la constitución es a través de la realización de una convención constitucional, que para realizarse, necesita ser propuesta por una de las Cámaras del Legislativo local, y aprobada por el 75 % de los miembros de ambas Cámaras, y entonces, por al menos el 51 % de la población electoral del estado, a través de la realización de un referéndum.
El principal oficial del Poder Ejecutivo es el Gobernador. Este es elegido por los electores del estado para mandatos de hasta cuatro años de duración. Una persona puede ejercer el cargo de gobernador cuantas veces pueda. Otros oficiales elegidos son el teniente-gobernador, el tesorero, el secretario de Estado, el fiscal general, el comisario de Agricultura y el superintendente de Educación, entre otros, para mandatos de hasta 4 años de duración.

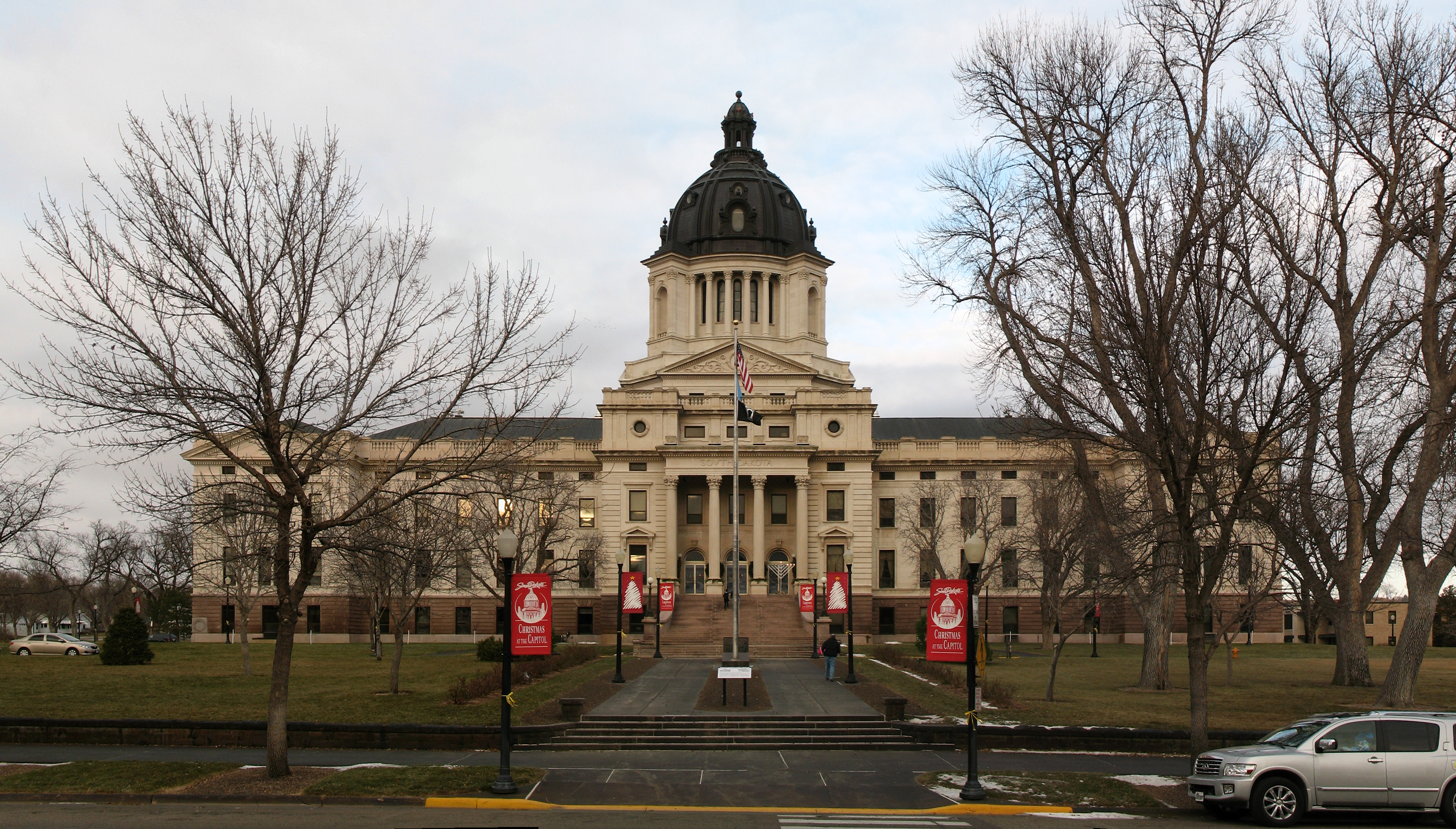
El capitolio estatal de Dakota del Sur, ubicado en Pierre.

El Poder Legislativo está constituido por el Senado y la Cámara de los Representantes. El Senado posee un total de 35 miembros, mientras que la Cámara de los Representantes posee un total de 70 miembros. Está dividido en 35 distritos legislativos. Los electores de cada distrito eligen un senador y dos representantes, que representan cada distrito en el Senado/Cámara de los Representantes. El término del mandato de los senadores es de cuatro años de duración, y el de los representantes es de dos años.
La Corte más alta del Poder Judicial es la Corte Suprema de Dakota del Sur, compuesta por cinco jueces. El mandato de las personas que son elegidas por primera vez como juez de la Corte Suprema es de hasta tres años de duración. Al finalizar este período, la población del estado, a través de una nueva votación, escoge entre la finalización del mandato de este juez o permitir que continue su puesto. Si es reelegido, el juez en cuestión es elegido por la población del estado para un mandato de hasta ocho años de duración, donde después de este periodo, se vuelve a realizar una nueva votación. Está dividida en siete distritos judiciales, cada uno compuesto por como mínimo cuatro jueces. Estos jueces son elegidos por la población de sus distritos para mandatos de hasta 8 años de duración. Estas cortes judiciales son dirigidas por un jefe de justicia, elegido por los jueces de sus respectivas cortes para mandatos de hasta 8 años de duración.
Está dividido en 66 condados. Cada uno de estos condados es gobernado por un consejo de comisionados, compuesto por de tres a cinco miembros electos por la población de sus respectivos condados para mandatos de hasta cuatro años de duración. Posee cerca de 300 ciudades. Estas ciudades son libres para escoger su estructura de gobierno. La mayor parte de las ciudades son gobernadas por un alcalde y por un consejo municipal.
Cerca de 40 % del presupuesto local es generada por impuestos estatales, y el resto proviene de presupuestos recibidos del gobierno federal y de préstamos. En 2002, el gobierno del estado gastó 2,77 mil millones de dólares, habiendo generado 2,49 mil millones de dólares. La deuda gubernamental es de 2,31 mil millones de dólares. La deuda per cápita es de 3.036 dólares, el valor de los impuestos estatales per cápita es de 1.285 dólares, y el valor de los gastos gubernamentales per cápita es de 3.647 dólares.
Desde su creación y elevación a la categoría de estado en 1889, ha sido dominada políticamente por el Partido Republicano. El primer gobernador del estado fue un republicano. Históricamente, de cada cuatro personas electas para el puesto de gobernador, tres han sido republicanos. La mayoría de los políticos electos para puestos en el Legislativo en ciudades y en condados también son republicanos. A nivel nacional, la mayoría de los senadores y miembros de la Cámara de los Representantes federal han sido republicanos. Los demócratas solamente adquirieron cierta fuerza a partir de la década de 1950, aunque en la actualidad los republicanos siguen dominando.

## Demografía

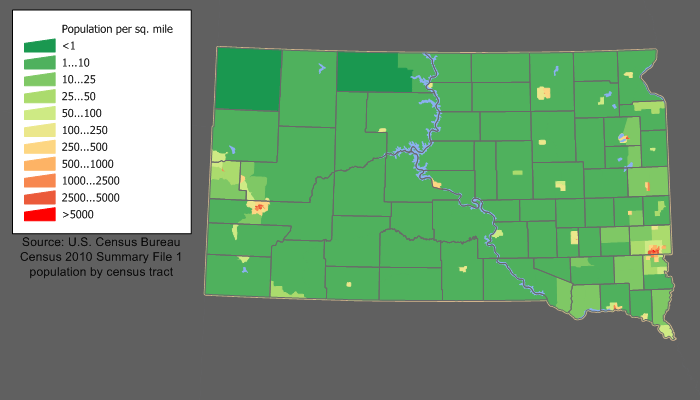
Densidad de población en Dakota del Sur.

De acuerdo con el censo nacional de 2010 de la Oficina del Censo de los Estados Unidos, la población era de 814.180 habitantes, un crecimiento del 7,9 % en relación con la población del estado en el año 2000, de 754.844 habitantes.
El crecimiento poblacional natural entre 2000 y 2005 fue de 19.199 habitantes (56.247 nacimientos y 37.048 fallecimientos) el crecimiento poblacional causado por la inmigración fue de 3.957 habitantes, mientras que la migración interestatal se incrementó en 735 habitantes. Entre 2000 y 2005, la población del estado creció en 21.089 habitantes, y entre 2004 y 2005, en 5.312 habitantes.
El 6,8 % de la población posee menos de 5 años de edad, el 26,8 % posee menos de 18 años de edad, y el 14,3 % posee 65 años de edad o más. Las personas del sexo femenino componen aproximadamente el 50,4 % de la población del estado, y personas del sexo masculino el 49,6 %.
| Gráfica de evolución demográfica de Dakota del Sur entre 1860 y |
|                                                                 |

### Razas y etnias
Composición racial de la población :
- 88,0 % Blancos
- 8,3 % Nativos americanos
- 1,4 % Hispanos
- 0,6 % Asiáticos
- 0,6 % Afroamericanos
- 1,3 % Dos o más razas

Los cinco mayores grupos por su ascendencia son: alemanes (40,7 % de la población del estado), noruegos (15,3 %), irlandeses (10,4 %), nativos americanos (8,3 %) e ingleses (7,1 %).
Los alemanes forman el mayor grupo étnico , especialmente en el este. Diversos condados del estado también poseen una gran población de ascendencia escandinava. Los nativos americanos, principalmente sioux, son un grupo étnico predominante en diversos condados.

### Religión
| Religión en Dakota del Sur (2019)        | Religión en Dakota del Sur (2019)        | Religión en Dakota del Sur (2019) | Religión en Dakota del Sur (2019) | Religión en Dakota del Sur (2019) |
| ---------------------------------------- | ---------------------------------------- | --------------------------------- | --------------------------------- | --------------------------------- |
| Religión                                 | Religión                                 |                                   | Porcentaje                        | Porcentaje                        |
| Protestantismo                           | Protestantismo                           |                                   | 57 %                              | 57 %                              |
| Iglesia católica                         | Iglesia católica                         |                                   | 22 %                              | 22 %                              |
| Sin religión                             | Sin religión                             |                                   | 18 %                              | 18 %                              |
| Creyentes sectarios y/o otras religiones | Creyentes sectarios y/o otras religiones |                                   | 3 %                               | 3 %                               |

Porcentaje de la población por afiliación religiosa 2019:
- Cristianismo – 714 599
  - Protestantes – 515 596
  - Iglesia católica – 199 002
  - Otras religiones – 27 136
- Sin religión – 162 820

### Educación

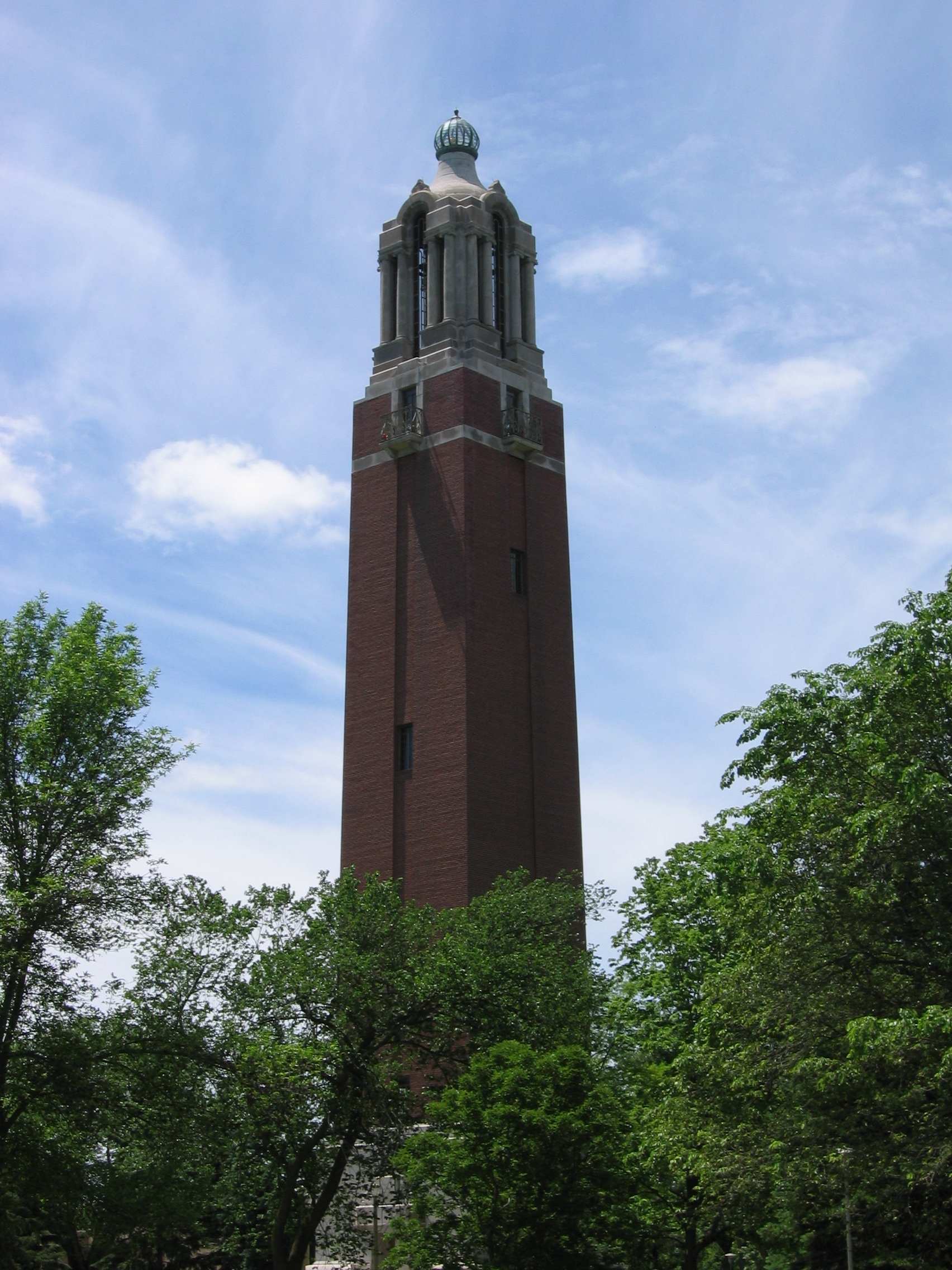
El campanario Coughlin, símbolo del campus de la Universidad Estatal, situada en Brookings.

La primera escuela pública fue fundada en 1860, en Bon Homme, aunque esta escuela fue demolida solo tres meses después, y su material usado para la construcción de una muralla de defensa contrataques indígenas. En 1862, el gobierno del Territorio de Dakota creó un sistema de educación pública, y en 1864 se nombró el primer superintendente de educación pública del territorio. La primera escuela construida con carácter permanente fue fundada en 1865, en Vermillion. Cuando fueron creados los Dakotas, cada uno continuó atendiendo económicamente a todas las escuelas de lengua inglesa en el estado. Posteriormente, el estado también comenzó a aportar presupuestos a las escuelas que enseñaban idiomas nativoamericanos en reservas indígenas.

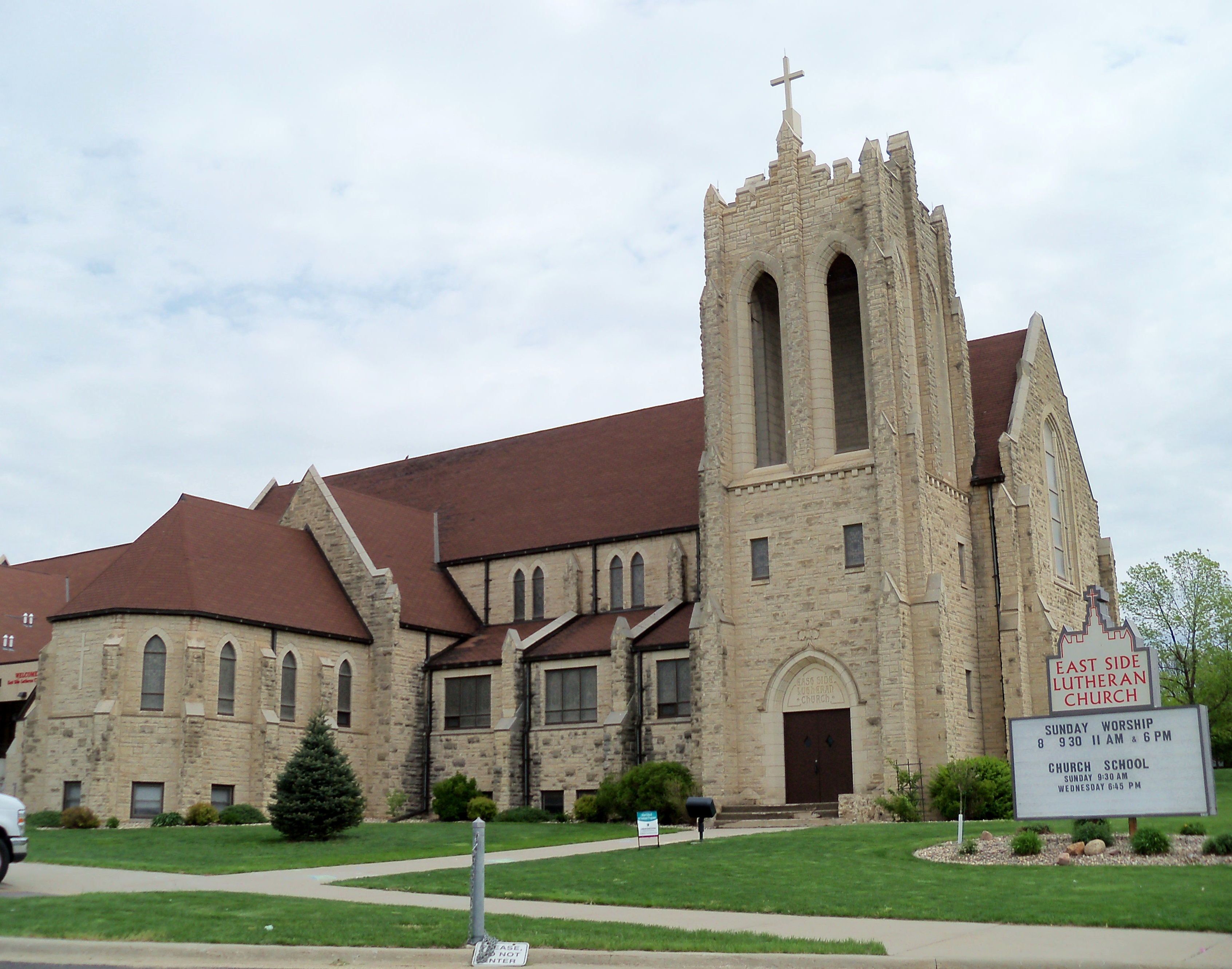
Iglesia luterana East Side en Sioux Falls.

Actualmente, todas las instituciones educacionales están obligadas a seguir las reglas y disposiciones dictadas por el Consejo Estatal de Educación de Dakota del Sur. El Consejo está compuesto por nueve miembros nombrados por el gobernador y aprobados por el Senado, por períodos de hasta cuatro años de duración. Cada ciudad principal (city), diversas ciudades secundarias (towns) y cada condado, es atendida por un distrito escolar. En las ciudades, la responsabilidad de administrar las escuelas es del distrito escolar municipal, mientras que en regiones menos densamente habitadas, esta responsabilidad es de los distritos escolares operando en todo el condado en general. Cada distrito escolar posee sus propios superintendentes. Dakota del Sur no permite la operación de "escuelas chárter", escuelas públicas independientes que no son administradas por distritos escolares, pero que dependen de presupuestos públicos para su funcionamiento. La atención escolar es obligatoria para todos los niños y adolescentes con más de seis años de edad, hasta la conclusión de la enseñanza secundaria o hasta los quince años de edad.
En 1999, las escuelas públicas del estado atendieron cerca de 131 mil estudiantes, empleando aproximadamente 9400 profesores. Las escuelas privadas atendieron cerca de 9400 estudiantes, empleando aproximadamente 700 profesores. El sistema de escuelas públicas del estado consumió cerca de 697 millones de dólares, y el gasto de las escuelas públicas fue de aproximadamente 5,6 mil dólares por estudiante. Cerca de 88,7 % de los habitantes del estado con más de 25 años de edad poseen un diploma de educación secundaria.
Las primeras bibliotecas públicas fueron fundadas durante la década de 1880. Actualmente, el estado posee 126 sistemas de bibliotecas públicas diferentes, que mueven anualmente una media de 8 libros por habitante. La primera institución de educación superior fundada en el estado fue la Facultad Yankton, fundada en 1881, y cerrada en 1984. Actualmente, el estado posee 27 instituciones de educación superior, de las cuales 14 son públicas y 13 son privadas. De estas instituciones, 10 son universidades y 17 son facultades. La mayor universidad del estado es la Universidad Estatal de Dakota del Sur.

### Principales ciudades

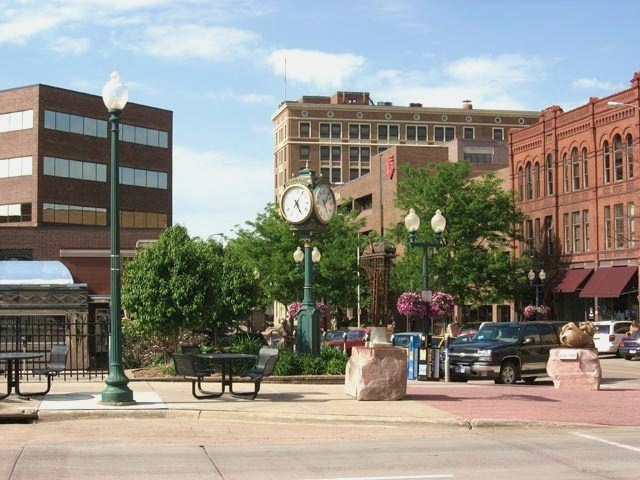
Sioux Falls, la mayor ciudad del estado.

- Aberdeen
- Brookings
- Huron
- Mitchell
- Pierre
- Rapid City
- Sioux Falls
- Watertown
- Yankton

## Economía
Su producto interior bruto fue de 23,12 mil millones de dólares en 2003. La renta per cápita del estado, por su parte, fue de 30.722 dólares. Su tasa de desempleo es del 3,5 %, la tercera más baja del país, solo mayor que las tasas de desempleo de Hawái y de Dakota del Norte.
El sector primario supone el 8 % de su PIB. Juntas, la agricultura y la ganadería se corresponden con el 8 % del PIB, y emplean aproximadamente 44 mil personas. Los efectos de la pesca y de la silvicultura son mínimos en la economía del estado. La agropecuaria es una de las principales fuentes de su renta, ningún estado de los Estados Unidos depende tanto de la agricultura y la ganadería como Dakota del Sur, y como consecuencia, el porcentaje de la participación de la industria agropecuaria en el PIB estatal es la mayor entre cualquier estado estadounidense. El estado posee 33 mil granjas, que cubren aproximadamente el 90 % del estado. Es uno de los líderes nacionales en la producción de trigo, maíz, semillas de girasoles y carne y leche bovinos, y posee uno de los mayores rebaños bovinos del país.
El sector secundario aporta el 18 % del PIB. La industria secundaria supone el 13 % del PIB del estado y emplea aproximadamente a 52 mil personas. El valor total de los productos fabricados en el estado es de 5,5 mil millones de dólares. Los principales productos industrializados fabricados en el estado son equipamientos electrónicos en general, alimentos industrialmente procesados, maquinaria, equipamientos de transportes y derivados del petróleo. La industria de construcción supone el 4 % del PIB del estado, empleando aproximadamente a 28 mil personas. La minería aporta el 1 % de su PIB, empleando cerca de 1,6 mil personas. Los principales productos son el petróleo, granito y arenisca.

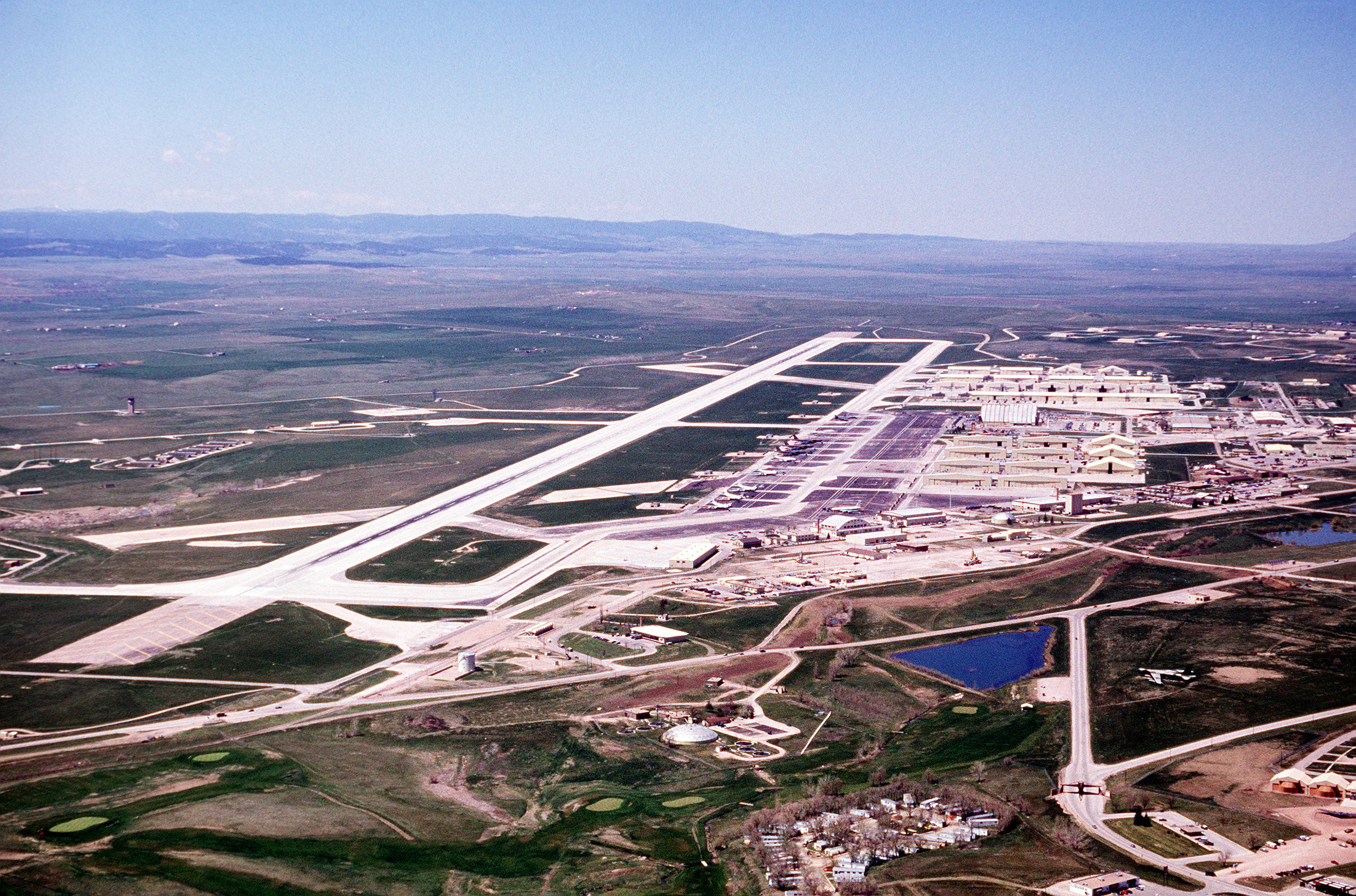
La base de la Fuerza Aérea Ellsworth, cercana a Rapid City, es uno de los lugares que más empleo genera en el estado.

El sector terciario supone el 74 % de su PIB. El estado es un gran centro financiero, que atrajo diversas instituciones financieras a través de programas de incentivos fiscales. Servicios financieros e imobiliarios suponen cerca del 20 % del PIB, empleando aproximadamente a 43 mil personas. Aproximadamente el 18 % del PIB del estado se genera a través de servicios comunitarios y personales. Este sector emplea cerca de 146 mil personas. El comercio al por mayor y al por menor, con el 16 % del PIB, emplea aproximadamente a 111 mil personas. Los Servicios gubernamentales suponen el 14 % de su PIB, empleando aproximadamente a 71 mil personas. Transportes, telecomunicaciones y utilidades públicas emplean a 23 mil personas, y responden por el 8 % del PIB. Cerca del 56 % de la electricidad generada en el estado es producida en centrales hidroeléctricas. La mayor parte del resto es generada en centrales termoeléctricas a carbón o a petróleo.

## Transportes

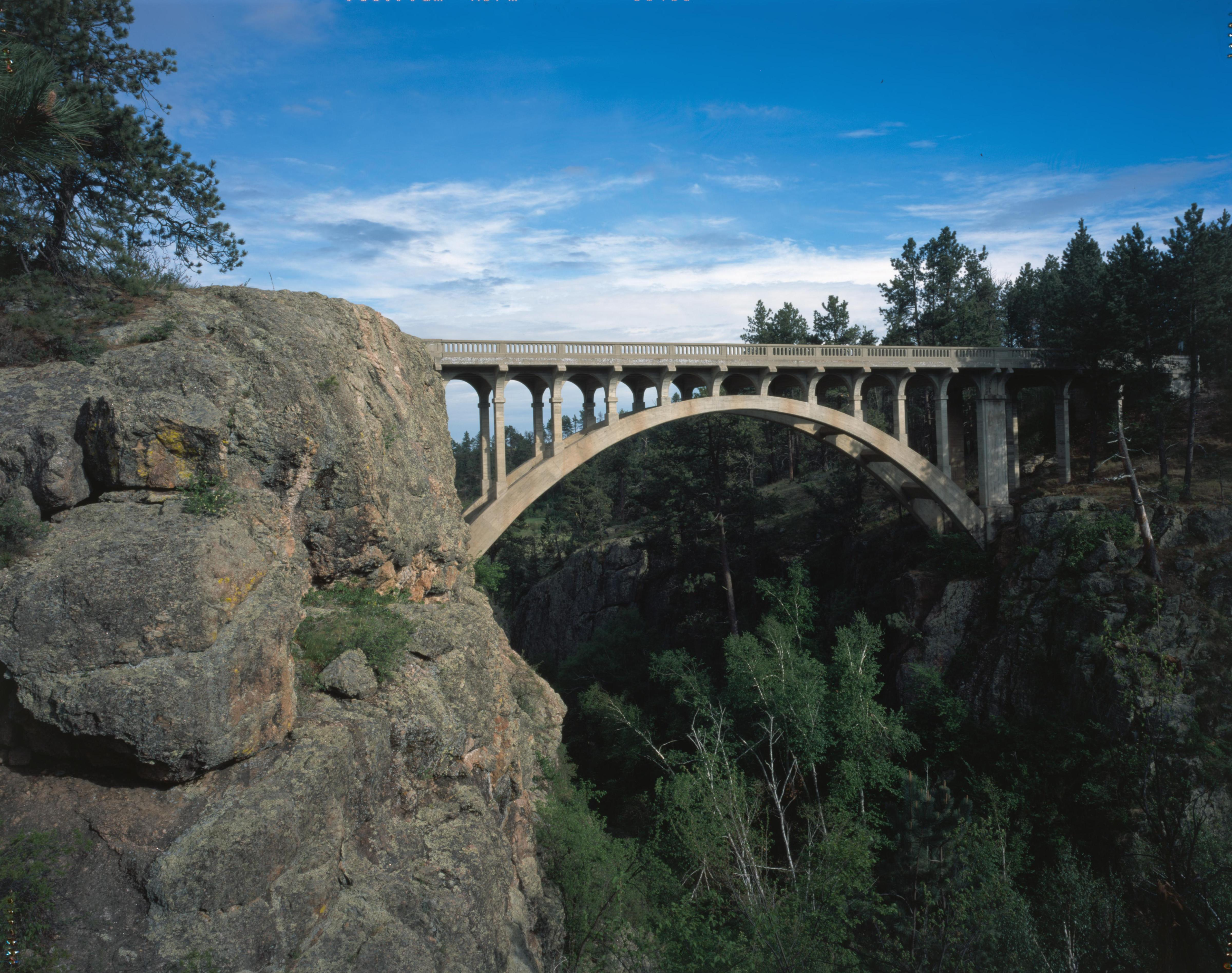
Puente Beaver Creek, en el parque nacional Wind Cave.

La primera línea ferroviaria que conectaba Dakota del Sur con otras regiones del país fue inaugurada en 1872, en Vermillion. En 2002 poseía 2.956 kilómetros de líneas ferroviarias. En 2003, poseía 134.683 kilómetros de vías públicas, de los cuales 1.093 kilómetros eran carreteras interestatales, considerados parte del sistema federal viario de Estados Unidos. Actualmente, dos compañías ferroviarias suministran transporte de carga, pero la red estatal interurbana Amtrak no da servicio a este estado.
El aeropuerto con más movimiento es el Sioux Falls. Muchos aeródromos están esparcidos por las áreas rurales de Dakota del Sur, conectando regiones más aisladas con el resto del estado. Sioux Falls es el principal viario, ferroviario y aeroportuario del estado.

## Medios de comunicación
El primer periódico, el The Dakota Democrat, fue publicado por primera vez en 1859, en Sioux Falls. Por su parte, el periódico más antiguo del estado aun en circulación, es el Weekly Dakotian, periódico semanal impreso por primera vez en 1861, también en Sioux Falls, y que se convertiría en 1875 en el actual Daily Dakotian, de circulación diaria. Actualmente, son publicados en el estado cerca de 125 periódicos, de los cuales nueve son diarios.
La primera estación de radio fue fundada en 1922, en Rapid City. La primera estación de televisión fue fundada en 1953, en Sioux Falls. Actualmente hay 83 estaciones de radio (de las cuales 36 son AM y 47 son FM) y 19 estaciones de televisión.

## Cultura

### Símbolos del estado
- Árbol: Picea
- Bebida: Leche
- Caballo: Raza Nokota
- Apodos:
  - Mount Rushmore State
  - Coyote State (no oficial)
- Deporte: Rodeo estadounidense
- Flor: Pulsatilla
- Fósil: Madeira petrificada
- Gema: Ágata
- Insecto: Abeja
- Lema: Under God the People Rule (Bajo Dios el Pueblo Manda)
- Mamífero: Coyote
- Mineral: Cuarzo
- Música: Hail, South Dakota!
- Pájaro: Faisán
- Pez: Sander vitreus
- Pan: Taco navajo
- Eslogan: Great Faces. Great Places. (Grandes Rostros. Grandes Lugares.)
- Postre: Kuchen

### Deporte
Debido a su escasa población, Dakota del Sur no alberga ninguna franquicia deportiva profesional de las grandes ligas. El estado cuenta con equipos de ligas menores y ligas independientes, todos los cuales juegan en Sioux Falls o Rapid City.
Las universidades de Dakota del Sur albergan una gran variedad de programas deportivos. Pero durante muchos años, Dakota del Sur fue uno de los únicos estados del país sin una sola representación deportiva en la División I de la NCAA.
Entre los deportistas famosos de este estado se encontrarían: Billy Mills, Mike Miller, Mark Ellis, Becky Hammon, Brock Lesnar, Chad Greenway y Adam Vinatieri.